# All that Echoes
All That Echoes es el sexto álbum de estudio del cantante estadounidense Josh Groban producido por Rob Cavallo. El álbum debutó número uno en Billboard 200 en los Estados Unidos, con ventas superiores a 145 000.

## Antecedentes
El 18 de noviembre de 2012, el álbum fue anunciado Y se revela la portada, el título y la fecha de lanzamiento: 5 de febrero de 2013. La preventa del álbum fue disponible a partir del 27 de noviembre de 2012 a través del sitio digital Amazon.. El primer single del álbum fue titulado «Brave».
Se destaca la canción «E ti prometterò» con la cantante italiana Laura Pausini.

## Lista de canciones
| #   | Título                                                                             | Duración |
| --- | ---------------------------------------------------------------------------------- | -------- |
| 01. | “Brave” • Música: Groban, Salter, Kreviazuk                                        | (03:59)  |
| 02. | “False Alarms” • Música: Groban, Méndez                                            | (03:33)  |
| 03. | “Falling Slowly” • Música: Glen Hansard, Markéta Irglová                           | (04:55)  |
| 04. | “"She Moved Through the Fair” • Music: Daniel • Lyric: Laura Pausini, Cheope       | (03:25)  |
| 05. | “Below the Line” • Music: Groban, Salter, Wilcox                                   | (03:28)  |
| 06. | “E ti prometterò (ft. Laura Pausini)” • Music: Groban, Mendez, Salter, Marinangeli | (03:56)  |
| 07. | “The Moon Is a Harsh Mistress” • Music: Webb                                       | (03:46)  |
| 08. | “Un alma más (ft. Arturo Sandoval)” • Music: Groban, Mendez, Salter, Brant         | (04:10)  |
| 09. | “Happy in My Heartache” • Music: Groban, Salter                                    | (03:08)  |
| 10. | “Hollow Talk” • Music: Makrigiannis, Rhedin, Nordsoe                               | (05:34)  |
| 11. | “Sincera” • Music: Groban, Afanasieff, Marinangeli                                 | (03:35)  |
| 12. | “I Believe (When I Fall in Love It Will Be Forever)” • Music: Wonder, Wright       | (05:58)  |

### iTunes Bonus
| #   | Título                                             | Duración |
| --- | -------------------------------------------------- | -------- |
| 13. | “"Changing Colours” • Music: Dekker                | (04:48)  |
| #   | Título                                             | Duración |
| 14. | “"Satellite” • Music: Matthews                     | (04:14)  |
| #   | Título                                             | Duración |
| 15. | “"Grazie” • Music: Groban, Afanasieff, Marinangeli | (04:17)  |
| #   | Título                                             | Duración |
| 16. | “"Play Me” • Music: Catalano, Diamond              | (03:28)  |